# موتو کیمورا
 موتو کیمورا (انگلیسی: Motoo Kimura؛ ۱۳ نوامبر ۱۹۲۴ – ۱۳ نوامبر ۱۹۹۴) یک جانورشناس اهل ژاپن بود.